# سرقة الشريان التاجي
سرقة الشريان التاجي (تسمى بأعراضها متلازمة سرقة الشريان التاجي أو متلازمة سرقة القلب) هي ظاهرة تحدث حين يؤدي تغير في ديناميكا الدم إلى تقليل الدم الموجه للدورة الدموية التاجية. وينتج ذلك عن وجود ضيق في الشرايين التاجية واستخدام موسع للأوعية التاجية - «سارقا» الدم بعيدا عن تلك المناطق من القلب. يحدث ذلك كنتيجة لكون الشرايين التاجية الضيقة دوما متسعة لأقصى وسع لها لتعويض نقص إمداد الدم. وبالتالي، توسيع الشرايين التاجية سيؤدي إلى تحويل الدم بعيدا عن الأوعية التاجية التي تغذي المنطقة التروية، متسببة في المزيد من نقص التروية.

## العوامل المسببة
تتصاحب المتلازمة مع استعمال الديبيريدامول. بالتالي، فإن الديبيريدامول ناجح تشخيصيا، ولكنه فاشل علاجيا بسبب ظاهرة سرقة الشريان التاجي.
سرقة الشريان التاجي هي كذلك الآلية التي تعمل بها أغلب اختبارات إجهاد القلب المعتمدة على الأدوية، حين يكوم المريض عاجزًا عن القيام بنشاط بدني، يتم إعطائهم موسع وعائي يسبب «متلازمة سرقة القلب» كإجراء تشخيصي. تكون النتيجة الاختبار إيجابية إذا عادت الأعراض للظهور أو حدث تغيرات في تخطيط كهربائية القلب.
كذلك ترتبط المتلازمة بتناول آيزوفلوران، وهو مخدر يتم استنشافه.
قد يسبب الهيدرالازين تلك الحالة كذلك، كونه موسع مباشر للشرينات.
ارتبطت المتلازمة كذلك باستخدام نتروبروسيد الصوديوم.

### أسباب أخرى
قد تتسبب توصيلة شريانية وريدية بين الشريان التاجي وغرفة أخرى بالقلب مثل الجيب التاجي، أو الأذين الأيمن، أو البطين الأيمن في حدوث المتلازمة تحت ظروف معينة مثل النوبة القلبية، أو ذبحة محتملة، أو اضطراب النظم البطيني، إذا كانت الوصلة كبيرة الحجم.
يمكن كذلك أن ترتبط بأنماط جديدة من نمو الأوعية الدموية.

## التشخيص
يمكن تشخيص المتلازمة عن طريق اختبارات إجهاد القلب وملاحظة الأعراض والتغير في نموذج رسم القلب.
طريقة أخرى للتشخيص هي تصوير الأوعية التاجية.

## العلاج
يتم علاجها أحيانا عن طريق الجراحة.